# Track Day Team
Track Day Team – polski zespół wyścigowy założony w 2017 roku, startujący w Wyścigowych Samochodowych Mistrzostwach Polski oraz Górskich Samochodowych Mistrzostwach Polski.
Zespół jest złożony z zawodników i instruktorów Tor Poznań Track Day, jego misją jest wspieranie utalentowanych kierowców wyścigowych, którzy rozpoczynają lub rozwijają swoją karierę w motorsporcie. Zawodnicy Track Day Team do tej pory startowali w Wyścigowych Samochodowych Mistrzostwach Polski oraz Górskich Samochodowych Mistrzostwach Polski.

## Wyniki
- 2017 Mistrz Polski w klasie DN-7 w Wyścigowych Samochodowych Mistrzostwach Polski – Dariusz Krupa[1]
- 2018 I miejsce w klasie DN-7 w Wyścigowych Samochodowych Mistrzostwach Polski – Dariusz Krupa[2]
- 2018 Mistrz Polski w klasie DN-2 w Wyścigowych Samochodowych Mistrzostwach Polski – Anna Maria Gańczarek-Rał[3]
- 2018 Mistrz Polski w klasie DN-4 w Wyścigowych Samochodowych Mistrzostwach Polski – Damian Litwinowicz[4]
- 2018 Mistrz Polski w klasie E-O/PL – 1150 w Górskich Samochodowych Mistrzostwach Polski – Grzegorz Jakubiak[5]
- 2018 II Wicemistrz Polski w klasie DN-9 w Wyścigowych Samochodowych Mistrzostwach Polski – Marcin Fedder[6]
- 2018 II Wicemistrz Polski w klasie D4 +3500 w Wyścigowych Samochodowych Mistrzostwach Polski – Radosław Kordecki[7]
- 2018 Wicemistrz Polski w klasie D4 +3500 w Mistrzostwach Polski Hour Race – Radosław Kordecki[8]
- 2018 II Wicemistrz Polski w klasyfikacji indywidualnej Mistrzostw Polski Hour Race – Radosław Kordecki[7]
- 2018 Wicemistrz klasyfikacji sponsorskiej w Mistrzostwach Polski Hour Race – Track Day Team[7]
- 2018 Wicemistrz klasyfikacji sponsorskiej w Górskich Samochodowych Mistrzostwach Polski – Track Day Team[5]
- 2019 I miejsce w klasie DN-9 w Wyścigowych Samochodowych Mistrzostwach Polski – Marcin Fedder[9]
- 2019 II miejsce w klasie DN-9 w Wyścigowych Samochodowych Mistrzostwach Polski – Dariusz Krupa[10]
- 2019 II Miejsce w Pucharze Pań Mistrzostw Okręgu PZM w Amatorskich Samochodowych Wyścigach Płaskich – Justyna Krzymicka[11]
- 2019 II Miejsce w klasie D4 +3500 Mistrzostw Polski Wyścigów Długodystansowych Endurance – Janusz Szymański / Radosław Kordecki / Robert Lukas[10]
- 2019 III Miejsce w klasie D4 +3500 w Wyścigowych Samochodowych Mistrzostwach Polski – Janusz Szymański[10]
- 2020 Mistrz klasyfikacji zespołów sponsorski w Mistrzostw Polski Wyścigów Długodystansowych Endurance – Track Day Team[12]
- 2020 Wicemistrz Polski w klasyfikacji indywidualnej Mistrzostw Polski Wyścigów Długodystansowych Endurance – Janusz Szymański[13]
- 2020 Mistrz Polski w klasie D4 1400 Mistrzostw Polski Wyścigów Długodystansowych Endurance – Jakub Szablewski / Julia Schayer[12]
- 2020 Wicemistrz Polski w klasie D4 +3500 Mistrzostw Polski Wyścigów Długodystansowych Endurance – Janusz Szymański z / Małgorzata Rdest / Robert Lukas[12]
- 2020 II Wicemistrz Polski w klasyfikacji indywidualnej w Mistrzostw Polski Wyścigów Długodystansowych Endurance – Małgorzata Rdest[13]
- 2020 II Wicemistrz Polski w klasie D4 +3500 w Wyścigowych Samochodowych Mistrzostwach Polski – Janusz Szymański[13]
- 2020 I Miejsce w Pucharze Pań Mistrzostw Okręgu PZM w Amatorskich Samochodowych Wyścigach Płaskich – Julia Schayer
- 2021 Mistrz Polski w klasie D5 2000 Mistrzostw Polski Wyścigów Długodystansowych Endurance – Marcin Fedder / Grzegorz Grzybowski[14]
- 2021 Mistrz Polski w klasie DN6 – Mazda MX-5 CUP Wyścigowych Samochodowych Mistrzostwach Polski – Krzysztof Ratajczak[15]
- 2021 Wicemistrz Polski w klasie DN6 – Mazda MX-5 CUP Wyścigowych Samochodowych Mistrzostwach Polski – Marcin Fedder[16]
- 2021 II Wicemistrz Polski w klasie DN6 – Mazda MX-5 CUP Wyścigowych Samochodowych Mistrzostwach Polski – Grzegorz Grzybowski[16]